# Giovanna di Lorena
Giovanna di Lorena (Joan of Lorraine) è un'opera teatrale del drammaturgo statunitense Maxwell Anderson, debuttata a Broadway nel 1946. La pièce, dalle tinte fortemente metateatrali, racconta di una compagnia di attori che fanno le prove di un'opera teatrale su Giovanna d'Arco.

## Trama
Una compagnia teatrale sta facendo le prove per portare in scena un dramma sulla vita di Giovanna d'Arco. Jimmy Masters, il regista, fa del suo meglio per preparare al meglio il cast alla prima, ma alcuni degli attori fanno fatica con il testo. In particolare, Mary Grey, l'attrice scelta per interpretare Giovanna, fa fatica a connettersi con la pulzella d'Orléans, non trovando molto in comune con un'adolescente francese di quattro secoli prima. Più che gli interventi del regista, sarà il testo a far capire agli attori la portata del loro racconto e la grandezza dalla vicenda che stanno portando in scena. Solo alla fine, mentre gli attori provano le scene del processo, Mary riesce a comprendere Giovanna, un personaggio che abbraccia completamente e di cui riconosce l'indomabile carattere e importanza.

## Storia delle rappresentazioni
Dopo alcune repliche di rodaggio a Washington, Giovanna di Lorena debuttò all'Alvin Theatre di Broadway il 18 novembre 1946 e rimase in cartellone per centonovantanove rappresentazioni fino al 10 maggio 1947. La regia era di Margo Jones e il cast annoverava Ingrid Bergman nel duplice ruolo di Mary Grey e Giovanna d'Arco, Sam Wanamaker (regista/inquisitore) e Joseph Wiseman (Champlain/Padre Massieu). Il dramma ottenne recensioni positive e la Bergman vinse il Tony Award alla miglior attrice protagonista in un'opera teatrale per la sua interpretazione.
La prima italiana è del 18 maggio 1948, quando Luciano Lucignani diresse il debutto nazionale di Giovanna di Lorena all'Accademia nazionale d'arte drammatica, con Rossella Falk e Anna Maria Alegiani che si alternarono nel ruolo di Mary e Giovanna d'Arco.

## Adattamento cinematografico
Nel 1948 Anderson curò anche l'adattamento cinematografico del dramma, intitolato semplicemente Giovanna d'Arco e diretto da Victor Fleming. A differenza della pièce, il film elimina completamente la cornice narrative della compagnia di attori durante le prove, diventando a tutti gli effetti una pellicola di genere esclusivamente biografico. Ingrid Bergman tornò ad interpretare la santa e per la sua performance fu candidata all'Oscar alla miglior attrice.
Una versione più fedele al testo originale fu realizzata dalla RAI nel 1959 e trasmessa in televisione il 1º ottobre. Mario Ferrero curava la regia e Rossella Falk tornò a ricoprire il duplice ruolo della protagonista, questa volta accanto a Massimo Girotti e Vittorio Congia.

## Edizioni
- Maxwell Anderson, Giovanna di Lorena, "Il Dramma", n. 95, 15 dicembre 1949, pp. 7-38